# 란동
란동 (안동, 安東, Randong(Andong), 본명 한동근, 1982년 8월 21일)은 대한민국의 힙합 뮤지션이다. 2002년 활동을 시작하였으며, 2005년 BLAcK Crew의 멤버로 공식 데뷔했다. Blockbuster Records가 해체하기 전까지 Blockbuster Records 소속이었다. 경기대학교 애니메이션학과를 수석으로 입학하였다는 특이 경력이 있다. 현재는 뮤지션보다 영상 쪽의 작업을 더 활발히 하고 있다.

## 바이오그래피
란동은 2002년 서울의 클럽과 공연장에서 주둥이라는 닉네임으로 공연하면서 처음 활동을 시작하였다. 이 당시의 그의 활동에는 특별한 사항이 없었으며, 그가 본격적으로 이름을 알린 것은 2005년 9월 첫 EP를 발표하면서 부터였다. 당시 BLAcK Crew의 멤버였던 그의 공식 데뷔로 BLAcK Crew 역시 이름을 알릴 수 있었다. 첫 앨범 활동이 끝난 후는 같은 BLAcK Crew의 멤버인 G-Pulse, suNTaek과 함께 031 Project를 결성하여 활동하였으나 그의 솔로와 프로젝트 팀 둘 다 큰 반향을 얻지는 못하였다.
한편으로 031 Project 활동 때를 포함하여 그는 클럽 Slug.er의 무대에 주로 오르게 되었는데, 이를 계기로 훗날 Blockbuster Records를 이루는 이들과의 친분을 쌓는다. 란동은 창립 멤버는 아니었으나 이 친분으로 Deffinite, Brown Sugar의 앨범에 참여하였으며, 이러한 과정에서 Outsider와 Brown Sugar의 친분을 통해 Blockbuster Records의 멤버가 되었다.
이로써 한동안 랩 활동을 하지 않았던 란동은 다시 활동의 기반이 생겼으며, 2010년 5월 Blockbuster Records의 컴필레이션에 참여하면서 오랜만에 자신의 곡들을 선보였다. 또한, 자신의 전공을 살려 7월에는 자신의 솔로곡 Warning의 애니메이션으로 된 뮤직비디오를 공개하기도 하였다. 랩으로써 가장 최근 활동은 2010년 8월 LMNOP의 앨범에 참여한 것이며, 이후로 밝혀진 그의 계획은 없다. Blockbuster Records가 해체한 이후는 캐리 다이아몬드의 머니레인 엔터테인먼트에 합류한 상태이다.
2012년 기준으로 그는 뮤지션보다 뮤직비디오 감독으로 더욱 활발히 활동하고 있으며, 몇 편의 굵직한 인디 뮤직비디오를 감독하였고, 최강훈 감독과 영상팀 "NEPHEW"를 조직하였다.
대표곡: 〈시발점〉, Day by Day, Warning

## 디스코그래피
- 2005년 9월 2일 《청춘기록》

### 제작 뮤직 비디오
- 란동 Warning
- 김박사 MAMA
- Money Rain We Make It Rain
- EachONE & Mad.S 〈곁에 있다면〉
- Deepflow 〈이 구역의 미친 놈은 나야〉
- Still PM 〈불면증〉